# 偷×看
《偷×看》是日本漫畫家本名和幸於《週刊少年Sunday》連載的日本漫畫，《偷窺孔》的衍生作品，單行本共8冊，中文版由東立出版社代理發售。後來改編成OVA共3集。
最早標題是《希與公雄》（ノゾミとキミオ）於《週刊少年Sunday》2011年12号到14号期間連載，後來更改成現名並於《週刊少年Sunday S》2012年5月号到2014年4月号期間連載一年級篇，之後在《週刊少年Sunday》2014年26号到2015年20号連載二年級篇。

## 角色
須賀公雄（須賀 キミオ，聲優：小林裕介）
本作的男主角。
小嶺希（小嶺 ノゾミ，聲優：諏訪彩花）
本作的女主角。
牧野 ユウキ（聲優：石上静香）

園田 ミチル（聲優：内田真礼）

綿貫 ミレイ（聲優：芹澤優）

鳥羽 リョウジ

椎名 まひる

## 出版書籍
| 集數 | 小學館         | 小學館                 | 東立出版社     | 東立出版社             |
| 集數 | 發售日期       | ISBN                   | 出版日期       | ISBN                   |
| ---- | -------------- | ---------------------- | -------------- | ---------------------- |
| 1    | 2012年9月28日  | ISBN 978-4-09-123830-6 | 2014年11月19日 | ISBN 978-986-348-420-2 |
| 2    | 2013年10月18日 | ISBN 978-4-09-124490-1 | 2015年5月14日  | ISBN 978-986-348-421-9 |
| 3    | 2014年6月18日  | ISBN 978-4-09-124672-1 | 2016年1月7日   | ISBN 978-986-365-537-4 |
| 4    | 2014年8月18日  | ISBN 978-4-09-125075-9 | 2016年3月22日  | ISBN 978-986-365-707-1 |
| 5    | 2014年11月18日 | ISBN 978-4-09-125369-9 | 2016年7月25日  | ISBN 978-986-382-432-9 |
| 6    | 2015年2月18日  | ISBN 978-4-09-125597-6 | 2017年1月5日   | ISBN 978-986-382-990-4 |
| 7    | 2015年4月17日  | ISBN 978-4-09-125808-3 | 2017年5月10日  | ISBN 978-986-431-497-3 |
| 8    | 2015年6月18日  | ISBN 978-4-09-126156-4 | 2018年9月20日  | ISBN 978-986-431-909-1 |

## OVA
限定版單行本第4集到第6集附贈OVA共3集，後來在2015年11月18日到12月1日期間於TOKYO MX播出。

### 主題曲
片頭曲是mimimemeMIMI的歌曲「天手古舞」。

### 各數列表
| 話數      | 標題             | 分鏡     | 演出     | 作画監督                     |
| --------- | ---------------- | -------- | -------- | ---------------------------- |
| EPISODE1♥ | タワワなカノジョ | 神保昌登 | 神保昌登 | 高橋さき                     |
| EPISODE2♥ | ブシツのオバケ   | 宮崎修治 | 宮崎修治 | 宮崎修治                     |
| EPISODE3♥ | フタリのコドウ   | 石川俊介 | 石川俊介 | 高野やよい 香田知樹 小橋陽介 |

### 工作人員
- 監督：神保昌登
- 系列構成：白根秀樹
- 角色設計、總作画監督：萩原弘光
- 色彩設計：但野ゆきこ
- 美術監督：天水勝
- 撮影監督：柳田貴志
- 編輯：坪根健太郎
- 音響監督：明田川仁
- 音樂：川嶋可能
- 音樂製作人：田井モトヨシ
- 製作人：鳥光裕、大山良、飯泉朝一
- 動畫製作：ZEXCS
- 製作：「ノゾ×キミ」アニサン製作委員会